# Mosteiro de São Pantaleão (Axum)
Mosteiro de São Pantaleão (em ge'ez: Aba-Pantaleon) é um mosteiro localizado a cinco quilômetros de Axum, na atual Etiópia. Está sobre uma alta colina com boas qualidades defensivas que é utilizado pelo Império de Axum desde antes de sua conversão ao cristianismo. Em 1906, uma expedição alemã a Axum identificou os restos de um antigo templo de Ares sobre a colina.